# Monastero di Žiča
Il monastero di Žiča (in serbo: Manastir Žiča / Манастир Жича) è un complesso abbaziale serbo-ortodosso, dedicato all'Ascensione di Gesù, risalente al XIII secolo, che sorge a circa 6 km dalla città di Kraljevo, in Serbia.

## Storia
Nel XIII secolo, la Serbia era suddivisa amministrativamente in stati autonomi, come disposto dall'imparatore Eraclio I nel 622. Questi formavano una federazione ed erano governati ognuno da un sovrano che aveva il titolo di župan, corrispondente, più o meno a "duca". La storia dell'area, almeno fino al XIII secolo fu un susseguirsi di lotte tra i diversi stati che si contendevano la supremazia e che si appoggiavano alla potenza dell'Impero bizantino, del Sacro Romano Impero, o dell'Impero bulgaro a seconda delle convenienze e che alternavano il culto cattolico a quello ortodosso.
Gli stati più importanti della regione erano la Travunia, la Zaclumia, la Rascia, la Doclea e la Zeta. Nel 1196, dopo l'abdicazione di Stefano Nemanja, il secondo figlio Stefano II Nemanjić assunse il titolo di gran principe di Rascia e iniziò a governare i territori a lui affidati, incrementando le relazioni commerciali e continuando la politica paterna di sviluppo della vita religiosa con la costruzione di monasteri.
Decise, quindi, di erigere un luogo di spiritualità nella valle formata dalla confluenza dei fiumi Ibar e Morava occidentale, in un'area strategica per le comunicazioni e i commerci nei Balcani, in una zona fertile dove l'agricoltura potesse essere fiorente, e in un punto considerato equidistante da Bisanzio e da Roma.

### La fondazione

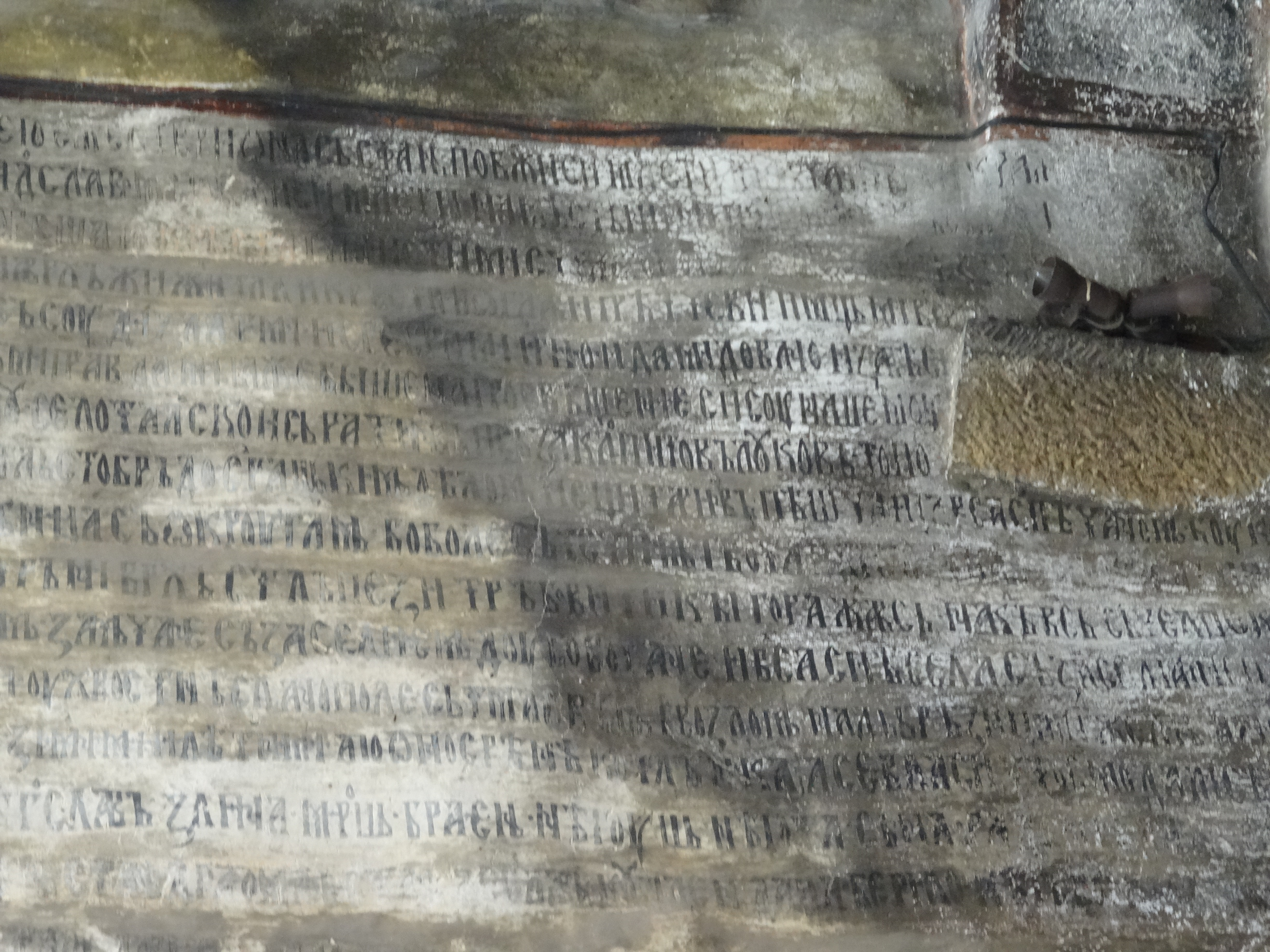
Iscrizioni sulle pareti della torre d'ingresso

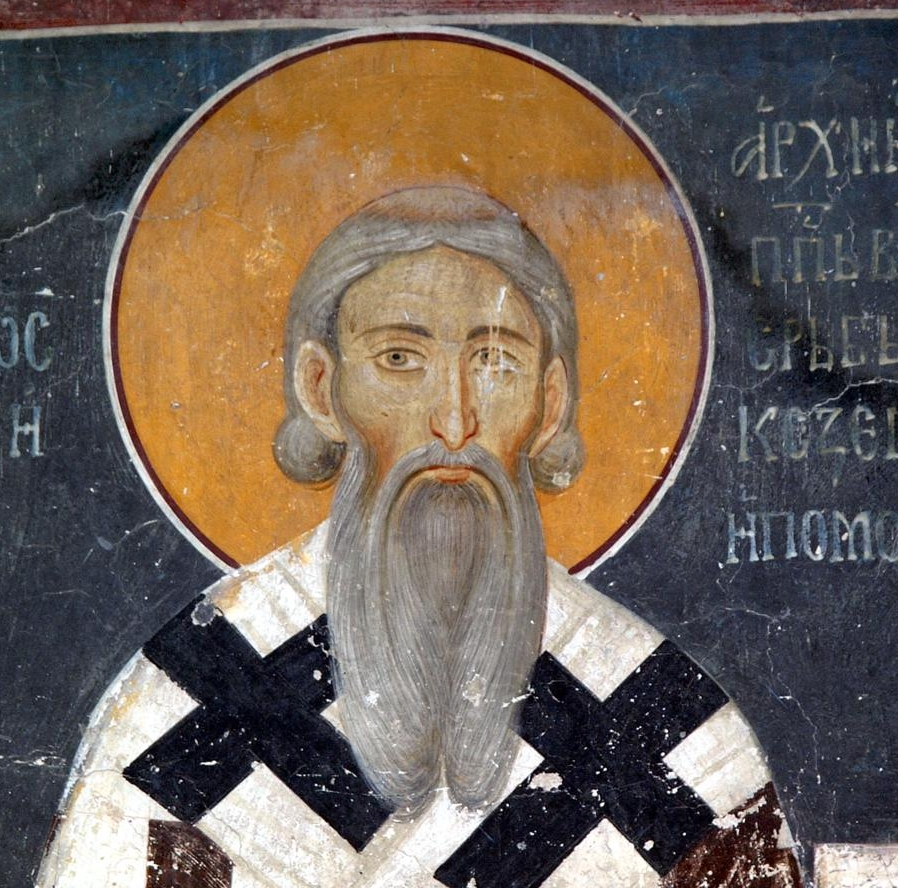
L'arcivescovo Sava

Non esistono documenti che attestino con certezza l'inizio dei lavori di edificazione del monastero: le date più certe sono il 1206 o il 1209. Tuttavia, gli elementi di datazione possono essere ricavati dai fatti storici che si verificarono nel complesso e dalle iscrizioni inserite nelle pareti: l'iscrizione sulla parete nord della torre campanaria è la trascrizione della Costituzione del monastero, datata 1219.
Il complesso fu eretto su una collina ai piedi della quale si estendevano campi adibiti all'agricoltura, inseriti nel patrimonio del monastero. L'area scelta era, a sua volta, circondata da alture che ne proteggevano la vista da lontano, per scongiurare e rendere difficili attacchi nemici. Žiča fu immediatamente considerato un centro di primo grado nell'organizzazione della chiesa serba: fu istituito il titolo di abate (igumeno) e furono create dieci parrocchie dipendenti dall'abbazia.
Importante ispiratore della costruzione fu il fratello del principe Stefano, Rastko. Rastko, dopo aver rinunciato alle cariche politiche, si ritirò sul Monte Athos dove fu ordinato monaco col nome di Sava. Lì si prodigò per la ricostruzione del monastero di Hilandar; nel 1207 tornò in Serbia nel monastero di Studenica di cui fu nominato igumeno. Prendendo spunto dagli edifici religiosi bizantini dell'Atos e da quelli già costruiti in Serbia, Sava fece erigere una grande chiesa preceduta da un nartece sormontato da una torre. La chiesa principale fu affiancata da due più piccole nei lati nord e sud.
Le fonti storiche riportano con certezza il 1219 come la data entro cui la primitiva struttura del monastero fu terminata. Nel 1217 il principe Stefano ricevette da Papa Onorio III la corona di Re dei Serbi: aver ottenuto il riconoscimento del suo potere dalla chiesa cattolica, spinse il fratello Sava ad allontanarsi da lui e a cercare nell'imperatore bizantino un alleato per dare maggior importanza alla chiesa ortodossa serba, all'epoca sottomessa all'arcivescovado greco di Acrida (o Ocrida). Si recò a Nicea presso l'imperatore Teodoro I Lascaris da cui ricevette nel 1219 lo status di autocefalia per la chiesa serba. Sava fu nominato arcivescovo elesse Žiča come propria sede.

### Distruzioni e ricostruzioni

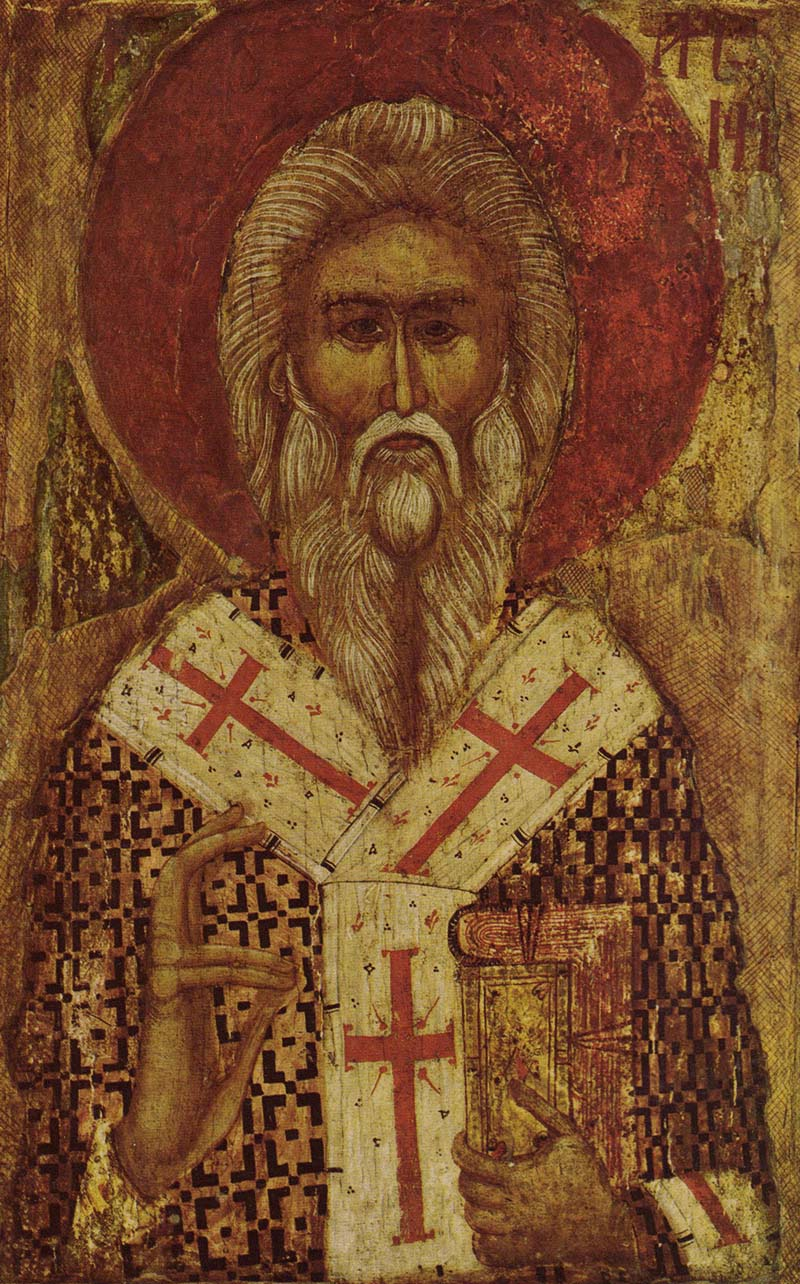
L'Arcivescovo Arsenio I

Divenuta la sede dell'arcivescovado autonomo di Serbia, il monastero di Žiča accrebbe la sua importanza e il suo prestigio. Nel 1221, l'arcivescovo Sava incoronò con una cerimonia ortodossa Re di tutti i Serbi il fratello Stefano, atto col quale si sancì il legame indissolubile tra monarchia e chiesa serbe; la cerimonia incluse anche la professione di fede ortodossa espresso dai notabili serbi riuniti in assemblea. Il re ricevette l'appellativo di Prvovenčani, ossia primo incoronato. Lo stesso monastero di Žiča fu deputato quale luogo in cui, in futuro, si sarebbero dovute tenere le incoronazioni dei sovrani serbi.
Il territorio della Serbia fu interessato, anche se in maniera marginale, dall'invasione tartara dell'Europa. L'approssimarsi delle truppe nemiche, spinse Sava ad inviare il suo discepolo Arsenio ad esplorare i territori più a sud di Žiča per trovare un luogo più sicuro per trasferire la sede arcivescovile. Arsenio fondò, quindi, un metochio nell'area di Peć dove costruì la chiesa dei Santi Apostoli. Intorno all'anno 1240 le truppe tartare raggiunsero Žiča e la danneggiarono.
La seconda metà del XIII secolo fu caratterizzata da continui conflitti che vedevano contrapposti l'impero bizantino, l'impero bulgaro, il despotato d'Epiro, l'Orda d'Oro, l'Ungheria e Venezia. I territori della Serbia furono interessati sia dal passaggio di truppe che da battaglie. Nel 1253, l'arcivescovo Arsenio, successo a Sava, spostò a Peć la sede arcivescovile. Alla fine del secolo, il monastero venne devastato dai Tatari che lo diedero alle fiamme. L'arcivescovo Jevrastije II, all'inizio del XIV secolo operò una prima ricostruzione del sito, che fu incrementata dal successore Sava III con risorse elargite dal re Stefano Milutin: i lavori di rifacimento riguardarono soprattutto il restauro degli affreschi e furono completati nel 1316.
Il 6 aprile 1346, l'arcivescovo Joankije II fu elevato al ruolo di Patriarca della Chiesa ortodossa serba. Egli dotò Žiča di numerose suppellettili e icone sacre d'oro e d'argento. Alla metà del XIV secolo, tutta la struttura era consolidata, l'abbazia ricostruita e la chiesa, decorata. Si presume che fino alla metà del XVI secolo, la vita nel monastero sia stata regolare. Fu in questo periodo che il complesso venne saccheggiato in diverse occasioni da predoni e banditi, poiché la zona in cui sorgeva, con la conquista della Serbia da parte ottomana, aveva perduto d'importanza e le vie di comunicazione erano ormai state abbandonate. Nel 1562 il metropolita di Smederevo Zaccaria, dotò Žiča di nuove celle per i monaci. Non sono giunte notizie certe sullo stato del monastero durante i secoli XVII e XVIII: la piccola cappella di San Teodoro, costruita nel XIV secolo ad est della chiesa principale, subì un'opera di restauro dell'opera pittorica parietale risalente al XVIII secolo, mentre una lista di edifici religiosi composta intorno al 1805 annovera Žiča tra i monasteri abbandonati.

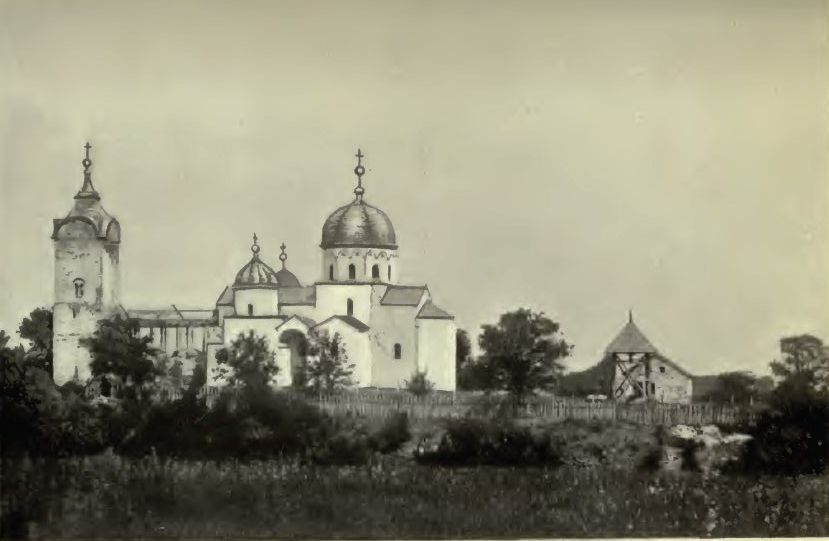
Žiča nel 1889

Karađorđe Petrović, capo della prima rivolta serba visitò il complesso nel 1806 e fece rialzare di quattro piani la zona delle celle: il monastero fu, quindi, di nuovo, abitato, ma durante l'insurrezione contro i Turchi alla quale presero parte anche i monaci, l'abbazia fu distrutta.
Lo scrittore prussiano Otto Ferdinand Dubislav von Pirch che visitò la Serbia nel 1829, descrisse il monastero come un rudere di cui restavano in piedi solo parti della torre e del palazzo. Nel 1841 il governo decise di raccogliere fondi per ricostruire il complesso: i lavori iniziarono nel 1854, e il monastero fu pronto per ospitare l'incoronazione di Milan IV Obrenović a re di Serbia nel 1882. Danneggiamenti si ebbero durante la prima guerra mondiale, e nel 1925 ripartirono i lavori di restauro che si protrassero fino all'inizio della seconda guerra mondiale. Nel 1941, Žiča fu bombardata e data alle fiamme, ma per la ricostruzione si dovette attendere il 1965. Nel 1987, un terremoto colpì la zona del monte Kopaonik e anche il monastero fu interessato e immediatamente riparato: questo restauro gli ridiede l'aspetto originario del XIII secolo sostituendo tutte le decorazioni e le sovrastrutture inserite dai precedenti rifacimenti.

## Architettura

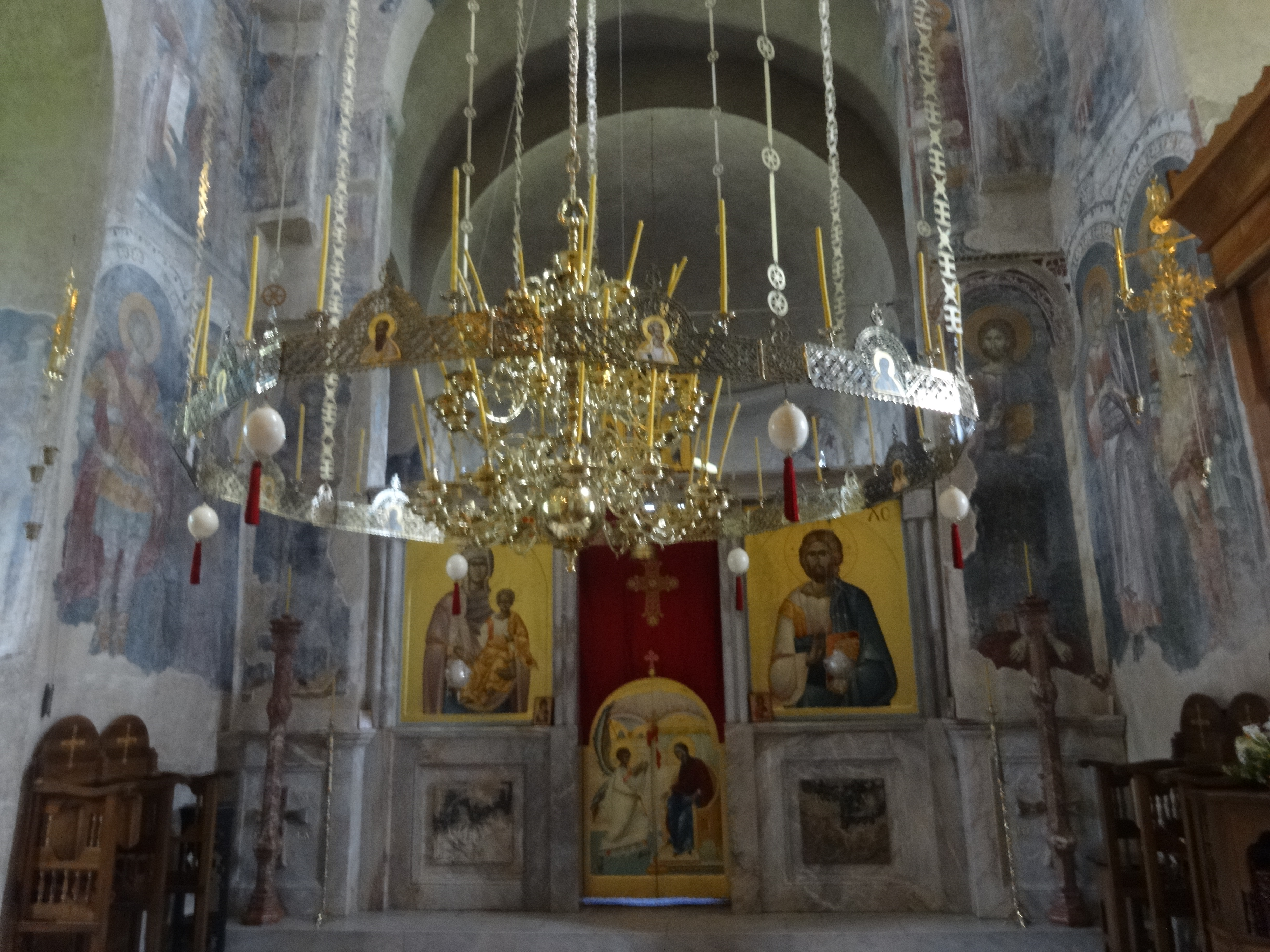
L'interno della chiesa

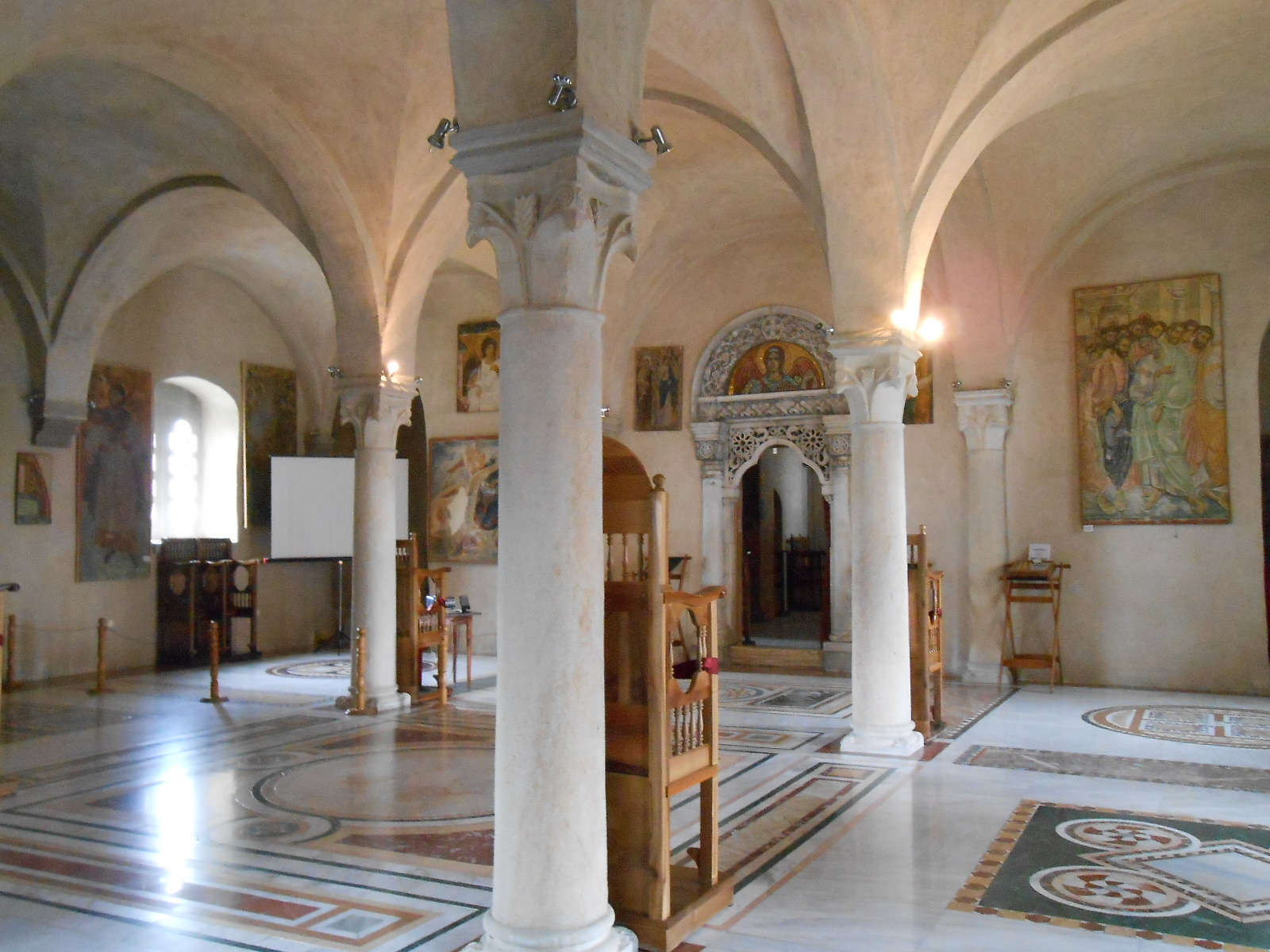
L'interno del nartece

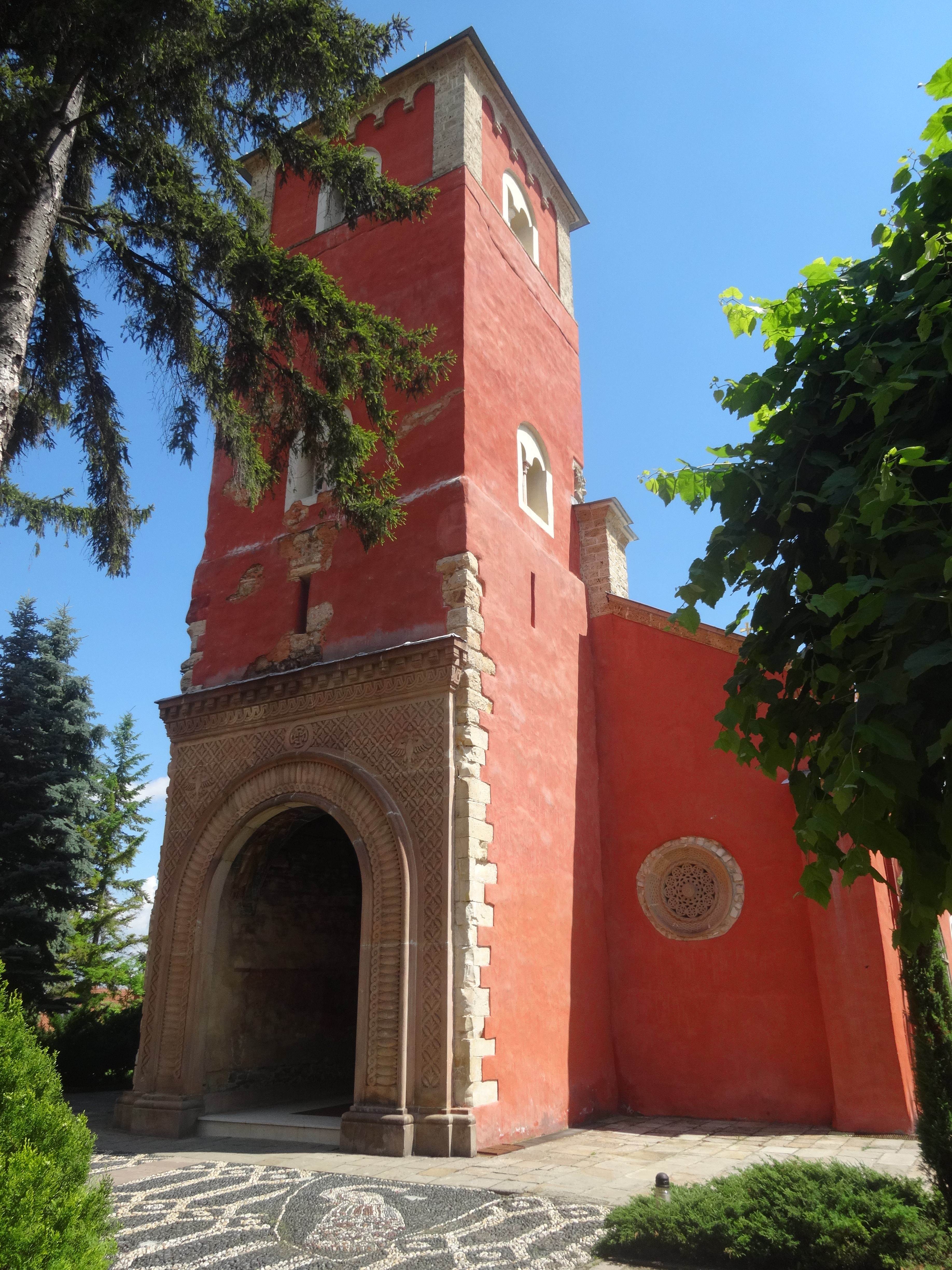
La torre della chiesa

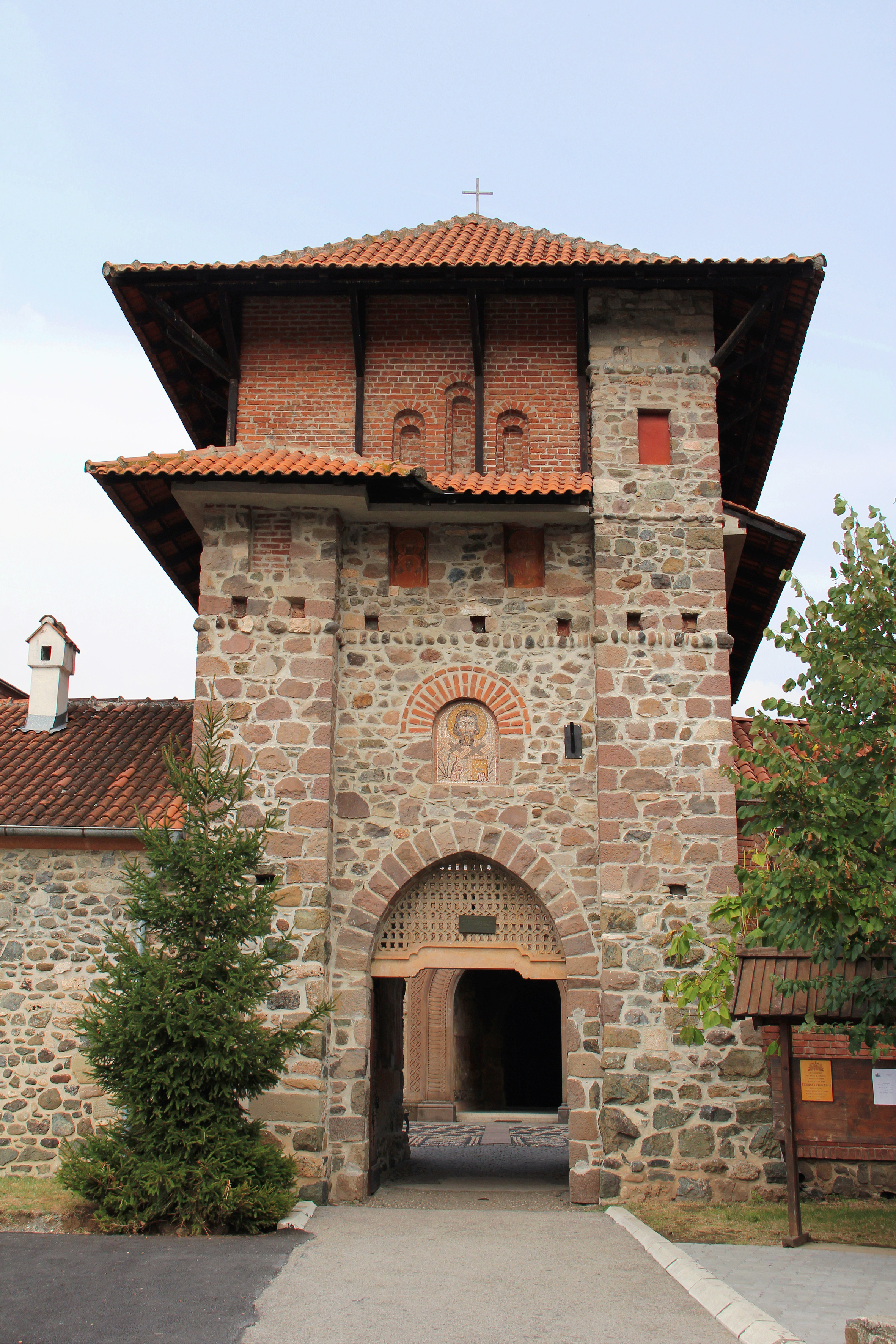
La torre d'ingresso

Il complesso di Žiča appartiene allo stile architettonico della Rascia. Fondendo insieme elementi e gusti delle epoche precedenti, in particolare, traendo spunto dal monastero di Studenica, dalla chiesa delle colonne di san Giorgio e dal monsatero di san Nicola a Kuršumlija, è divenuto il prototipo per gli edifici religiosi serbi dei secoli successivi.
La chiesa presentava, all'origine una pianta a croce greca: il centro della navata è sormontato da una cupola retta da pilastri, di forma circolare all'interno e ottagonale all'esterno, in cui si aprono otto finestre. Sul lato nord-est si estende il presbiterio terminante in un'abside e separato dalla navata mediante un'iconostasi in marmo bianco con una sola porta fiancheggiata, come da tradizione, da due grandi icone, a destra quella del Salvatore e a sinistra quella della Madre di Dio.
Sul lato sud-ovest, la navata è preceduta da un ampio nartece diviso in tre navatelle separate da due file di quattro colonne che sostengono il soffitto a volte. Tra il nartece e la chiesa era posto, in origine, un ambiente che fungeva da ulteriore atrio, ma la parete che lo divideva dalla navata fu abbattuto per creare più spazio nella chiesa in occasione dell'incoronazione del re Stefano: per cui il tempio ha assunto una pianta a croce latina. Ai lati di questo ambiente sono disposte due cappelle sormontate da torrette rotonde, e terminanti in due absidiole.
La lunghezza della chiesa è di 44 metri, tra le più grandi degli edifici medievali serbi. Al di sopra del nartece è presente un ambiente riservato ai catecumeni e dove si ritiene che l'arcivescovo Sava istruisse i propri discepoli.
Al di sopra della porta d'accesso, si eleva un'alta torre di tre piani: all'esterno, il portale è circondato da una decorazione in pietra finemente istoriata. Esternamente, l'edificio si caratterizza dal colore rosso delle pareti, ispirato dai monasteri del monte Atos, e per sottolineare la sofferenza dei martiri serbi; la copertura è a spioventi orientati secondo il senso longitudinale della struttura. Le finestre della cupola e della chiesa sono monofore, bifore quelle della torre e del nartece, e trifora quella dell'abside: tutte si presentano con una lastra di marmo bianco traforata per far entrare la luce in maniera soffusa.
L'ingresso al complesso monasteriale avviene attraverso una galleria voltata a sesto acuto sormontata da una robusta torre che fungeva anche da campanile, probabilmente, l'ultimo tratto superstite di un'antica cinta muraria, come era in uso presso le abbazie medievali serbe.

## Affreschi
La turbolenta storia del monastero ha avuto conseguenze anche sulla sua ricca decorazione pittorica che, in parte è andata perduta, in parte è stata rimaneggiata nel corso dei secoli.
L'interno della chiesa era completamente affrescato: solamente un quinto delle pitture è giunto fino ad oggi, e solo una piccola parte delle immagini superstiti risale alla prima decorazione degli anni '20 del XIII secolo e si trova nel coro e nelle pareti della torre, mentre quelle intorno all'altare, lungo la navata, nelle cappelle e nella galleria della torre di accesso, sono state reintegrate nel XIV secolo, dopo i danneggiamenti subiti dal complesso ad opera dei Tatari. Tutti gli altri affreschi presenti negli altri locali e nella zona dove vivevano i monaci, sono andati completamente distrutti.

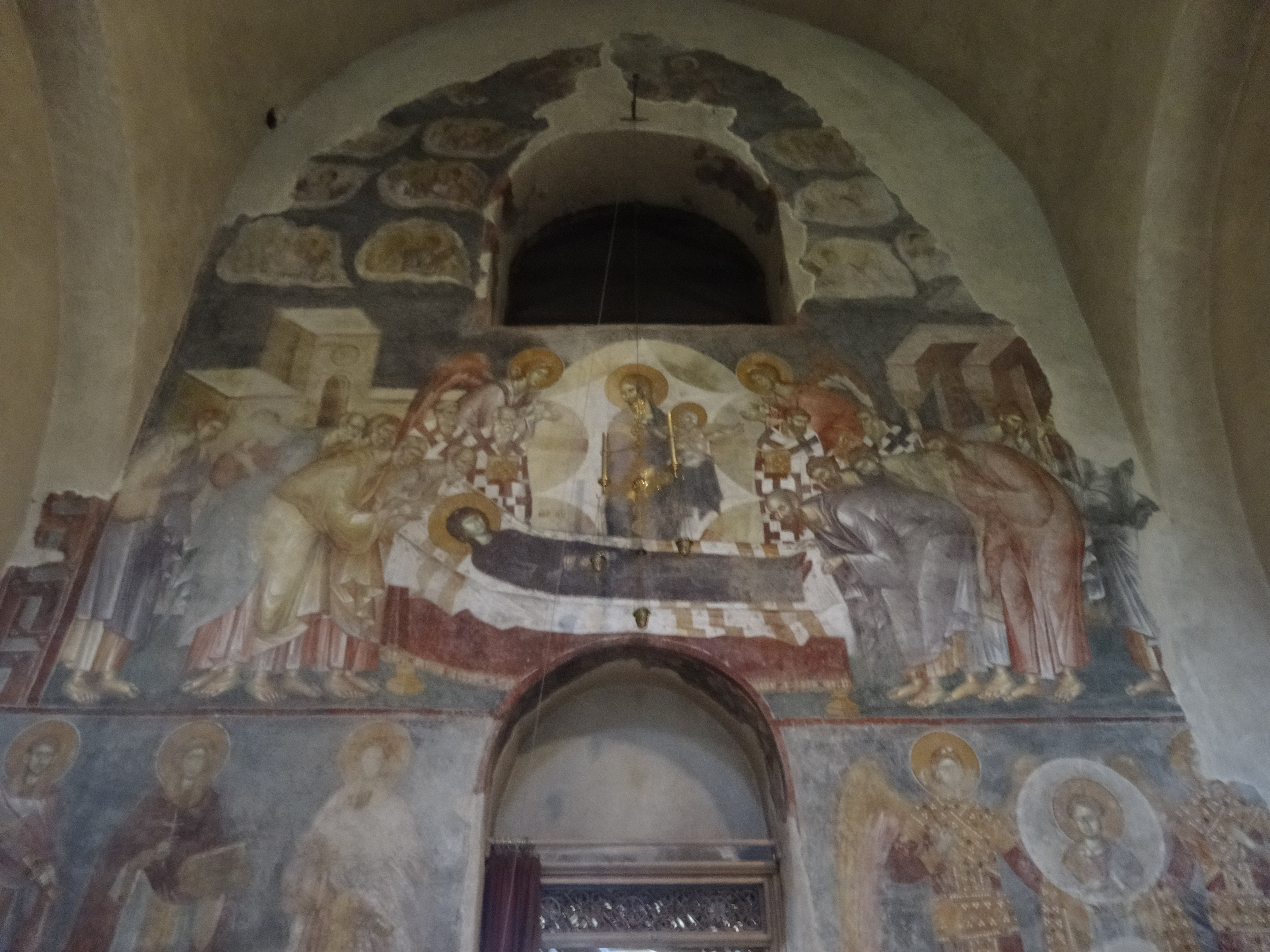
La Dormizione della Vergine

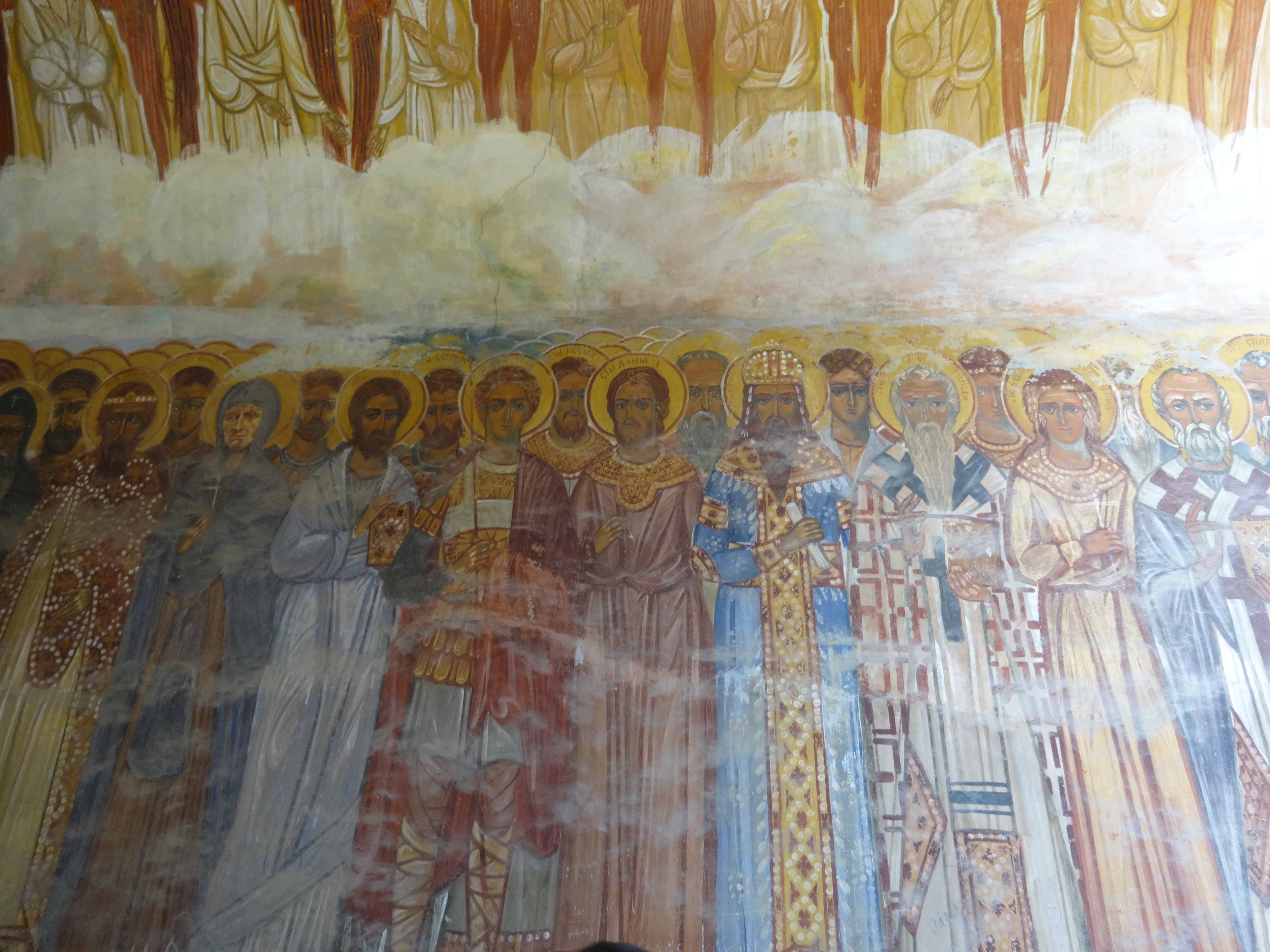
Ritratto di Stefano Milutin

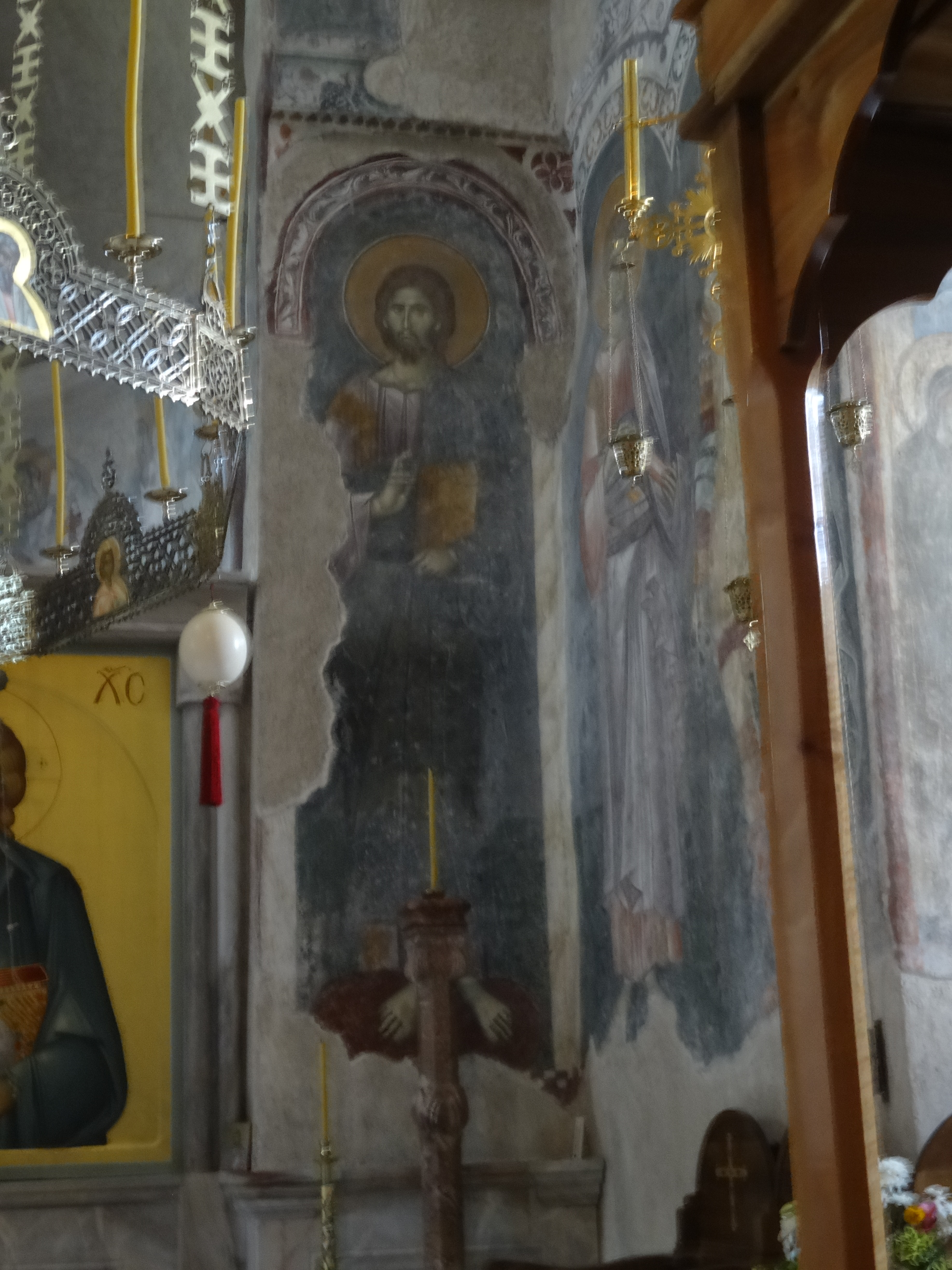
Cristo benedicente

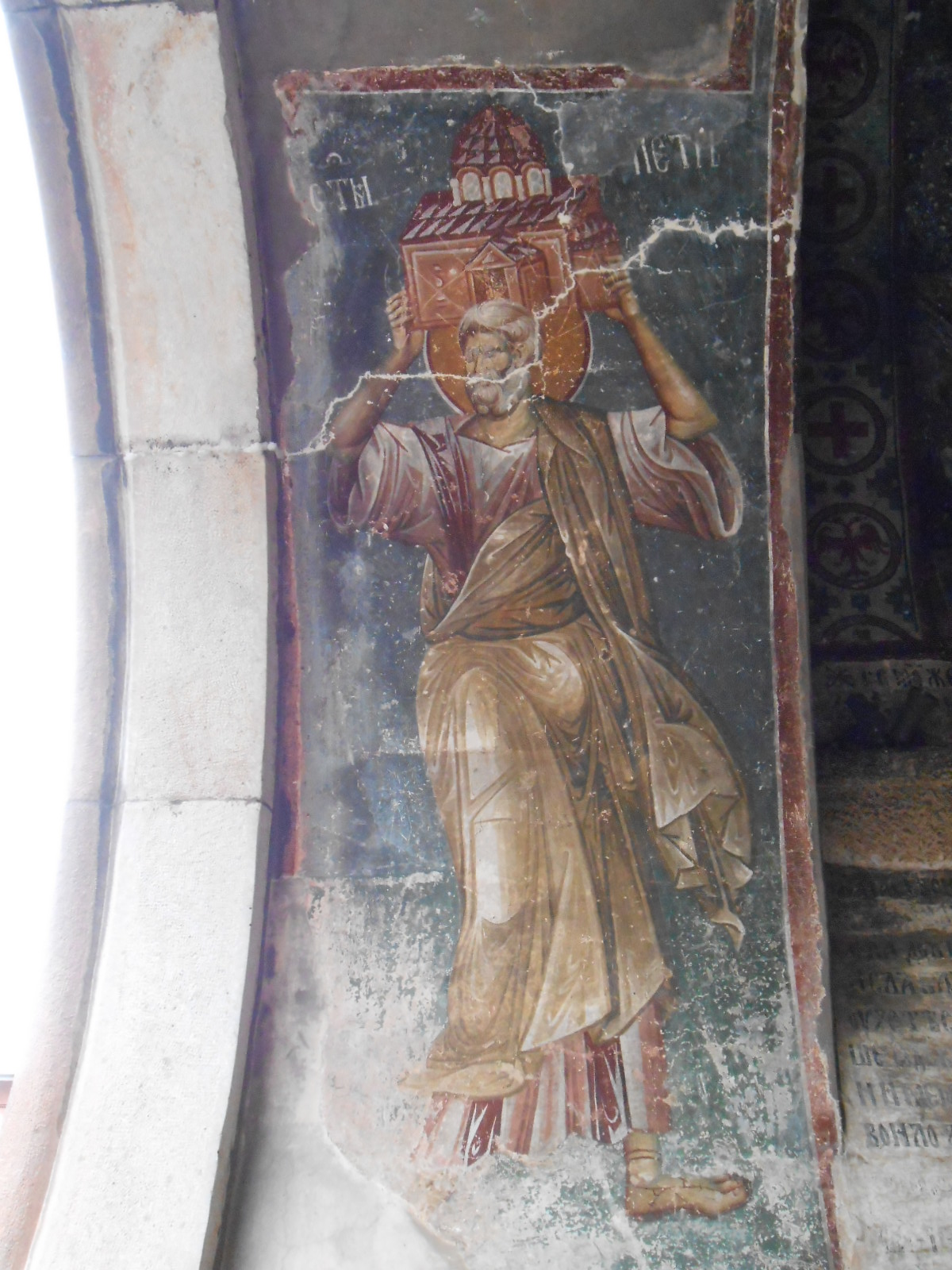
L'Apostolo Pietro

L'arcivescovo Sava impiegò artisti e pittori provenienti da Costantinopoli per realizzare le pitture parietali, e introdusse l'usanza di scrivere i nomi dei santi raffigurati in lingua serba.
Gli affreschi del monastero si possono suddividere in tre gruppi cronologici e stilistici; il primo si trova all'interno della chiesa, e ne fanno parte le raffigurazioni degli Apostoli, la crocifissione, e la deposizione sulle pareti del coro, e i busti di arcangelo sulla lunetta della cappella laterale, realizzati tra il 1220 e il 1221. Stilisticamente, le figure uniscono la serietà e la dignità della ritrattistica ellenistica, presenti anche nei dipinti coevi del monastero di Studenica alla spiritualità bizantina resa con l'utilizzo di colori scuri e freddi. I documenti tramandano che l'area più minuziosamente decorata era quella del presbiterio, poiché sull'altare si celebrava il sacrificio eucaristico, la zona intorno ad esso doveva avere una solennità particolare; delle pitture absidali, però, non è rimasto nulla.
Le scene rappresentate sulle pareti interne della basilica appartenevano tutte al Nuovo Testamento. L'idea dell'arcivescovo Sava era quella di dare un particolare risalto all'acquisita indipendenza della chiesa serba: per questo dispose che fossero dipinte scene che rendessero visibile il legame tra la chiesa primitiva fondata da Cristo e la giovane chiesa serba fondata da lui stesso e guidata dallo Spirito Santo. La rappresentazione dell'Ascensione all'interno della cupola andava in questa direzione.
Tra il 1229 e il 1234 furono realizzati i dipinti di cui rimangono solo alcuni lacerti nella cappella posta al secondo piano della torre della chiesa: si tratta di affreschi eseguiti da maestri locali con un talento minore di quelli importati da Costantinopoli e che hanno tratto ispirazione dallo stile tardo comneno.
Il terzo gruppo di affreschi è stato realizzato tra il 1309 e il 1316 da artisti provenienti dalle botteghe di corte del re Stefano Milutin che hanno, soprattutto, restaurato le opere originali della primitiva decorazione della chiesa, danneggiate dalle scorribande tatare della fine del XIII secolo. A questo ciclo appartengono la grande scena della Dormizione di Maria, l'ingresso a Gerusalemme, figure di Profeti sulle pareti della navata,  immagini di Martiri sugli intradossi degli archi, la Trasfigurazione nel coro meridionale e i ritratti nella galleria d'accesso sotto al campanile. Qui fu trascritta ad affresco la carta istitutiva del monastero, redatta dal re Stefano Prvovenčani, e furono dipinti il re Stefano Milutin con i suoi dignitari e l'arcivescovo Sava III con il clero mentre offrono doni alla chiesa. Sugli intradossi dell'arco d'accesso alla galleria, sono ritratti gli Apostoli Pietro e Paolo.

## Vita monastica
Žiča, attualmente, è abitato da un gruppo di monache rette da una badessa. Secondo le regole monastiche, la vita nell'abbazia è incentrata soprattutto sulla preghiera e sullo studio della Sacra Scrittura che le suore praticano da sole nelle proprie celle; si riuniscono per partecipare alla divina liturgia e alla veglia serale e per prendere i pasti.
Anche se, in base alla tradizione monacale ortodossa, l'attività principale resta la preghiera, alcune delle monache svolgono attività concrete, come la gestione degli affari pratici dell'abbazia, il lavoro in biblioteca o d'archivio, l'accoglienza verso i visitatori e le novizie, la pittura di icone, la vendita di oggetti di culto, la produzione e la commercializzazione di prodotti agricoli, in particolare di succhi di frutta e distillati.